# Radicaal 119
Radicaal 119 is een van de 29 van de 214 Kangxi-radicalen dat bestaat uit zes strepen.
In het Kangxi-woordenboek zijn er 318 karakters die dit radicaal gebruiken.

## Karakters met het radicaal 119

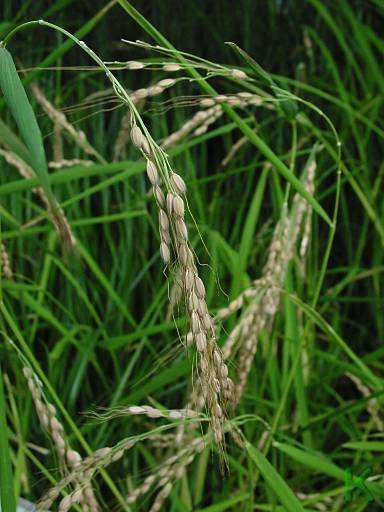
Rijst

| Strepen | Karakter                                        |
| ------- | ----------------------------------------------- |
| + 0     | 米                                              |
| + 2     | 籴 籵 籶                                        |
| + 3     | 籷 籸 籹 籺 类 籼 籽 籾 籿 粀 粁 粂             |
| + 4     | 粃 粄 粅 粆 粇 粈 粉 粊 粋 粌 粍 粎 粏 粐 粑    |
| + 5     | 粃 粄 粅 粆 粇 粈 粉 粊 粋 粌 粍 粎 粏 粐 粑    |
| + 6     | 粞 粟 粠 粡 粢 粣 粤 粥 粦 粧 粨 粩 粪 粫 粬 粭 |
| + 7     | 粮 粯 粰 粱 粲 粳 粴 粵                         |
| + 8     | 粶 粷 粸 粹 粺 粻 粼 粽 精 粿 糀 糁             |
| + 9     | 糂 糃 糄 糅 糆 糇 糈 糉 糊 糋 糌 糍 糎          |
| + 10    | 糏 糐 糑 糒 糓 糔 糕 糖 糗 糘                   |
| + 11    | 糙 糚 糛 糜 糝 糞 糟 糠 糡 糢 糨                |
| + 12    | 糣 糤 糥 糦 糧                                  |
| + 13    | 糩 糪 糫 糬 糭                                  |
| + 14    | 糮 糯 糰                                        |
| + 15    | 糲                                              |
| + 16    | 糱 糳 糴                                        |
| + 17    | 糵                                              |
| + 19    | 糶                                              |
| + 21    | 糷                                              |

Orakelbotkarakter
Groot zegelkarakter
Klein zegelkarakter